# مني برانز
مني برانز (بالإنجليزية: Mona Bruns)‏ هي ممثلة أمريكية، ولدت في 26 نوفمبر 1899 في سانت لويس في الولايات المتحدة، وتوفيت في 13 يونيو 2000 في لوس أنجلوس في الولايات المتحدة بسبب مرض.

## أعمال

### مسلسلات
- عالم آخر

## وصلات خارجية
- مني برانز على موقع IMDb (الإنجليزية)
- مني برانز على موقع قاعدة بيانات برودواي على الإنترنت (الإنجليزية)
- مني برانز على موقع قاعدة بيانات الفيلم (الإنجليزية)